# 青木信之
青木 信之（あおき のぶゆき、1951年5月17日 - ）は、日本の実業家。大都魚類株式会社代表取締役社長を務めた。

## 人物・経歴
北海道出身。1974年北海道大学経済学部卒業、大洋漁業入社。2000年マルハ食品管理部長。2002年マルハ食品本部副本部長。2003年マルハ取締役。2005年マルハグループ本社取締役常務執行役員。2006年マルハグループ本社常務取締役経営企画本部長。2011年マルハニチロホールディングス専務取締役。2012年から大都魚類代表取締役社長を務め、築地市場移転問題への対応にあたるなどした。2017年大都魚類取締役相談役。